# Victoria House
Victoria House est un bâtiment néoclassique classé Grade II, situé sur Bloomsbury Square, à Londres.

## Histoire
La Victoria House a été construite dans les années 1920, pour et pendant de nombreuses décennies occupée par la Liverpool Victoria Friendly Society. Le bâtiment a été entièrement réaménagé en 2003 pour créer 28 000 m² d'espace de bureaux, de commerces de détail et de loisirs, incluant notamment une salle de bal art déco originale, le lieu de réception Bloomsbury Ballroom. Les jardins sont ouverts au public.

## Culture
La salle de bal Bloomsbury a été présentée comme l’emplacement principal du dernier épisode de The Apprentice (série britannique). 

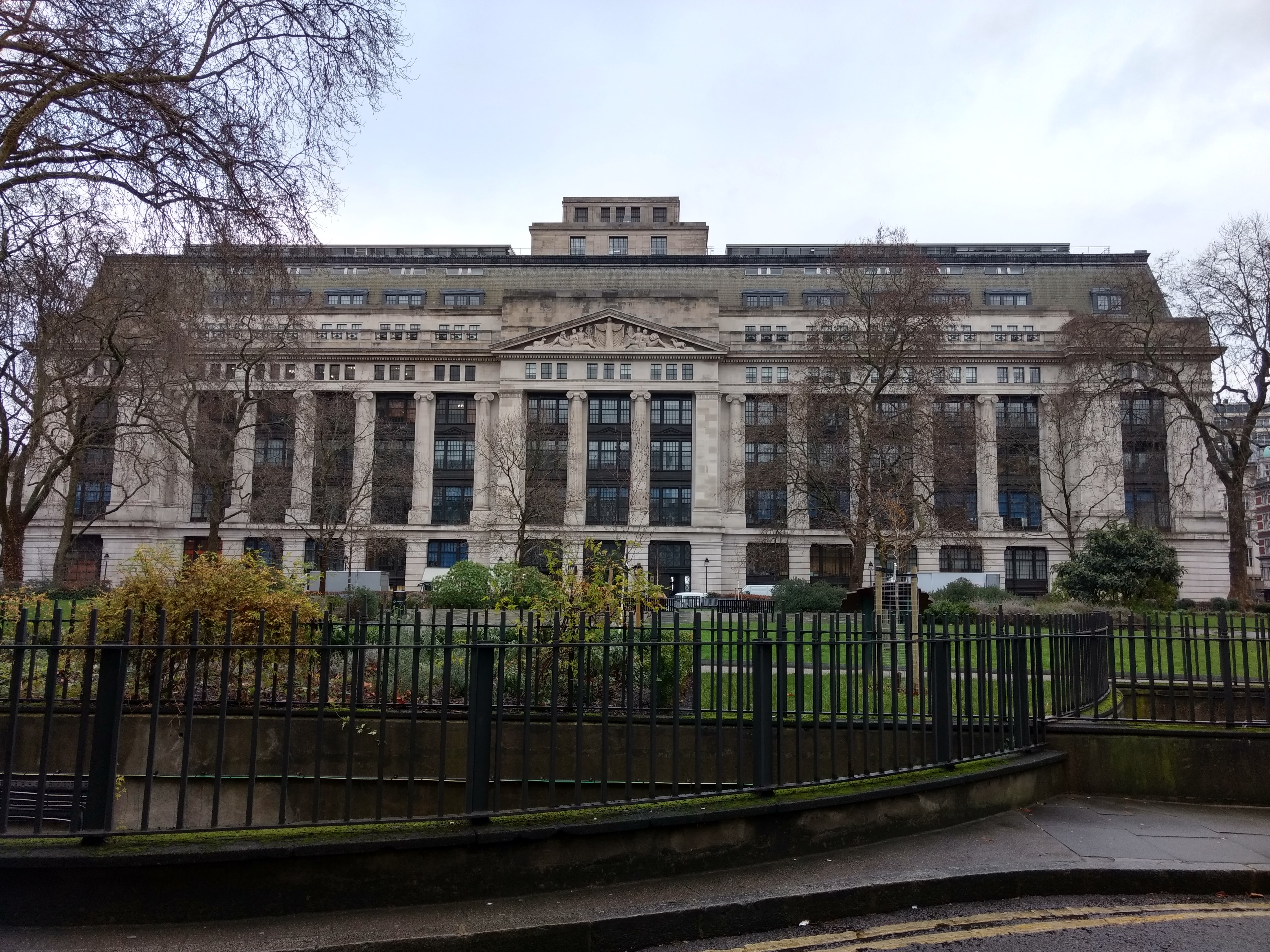
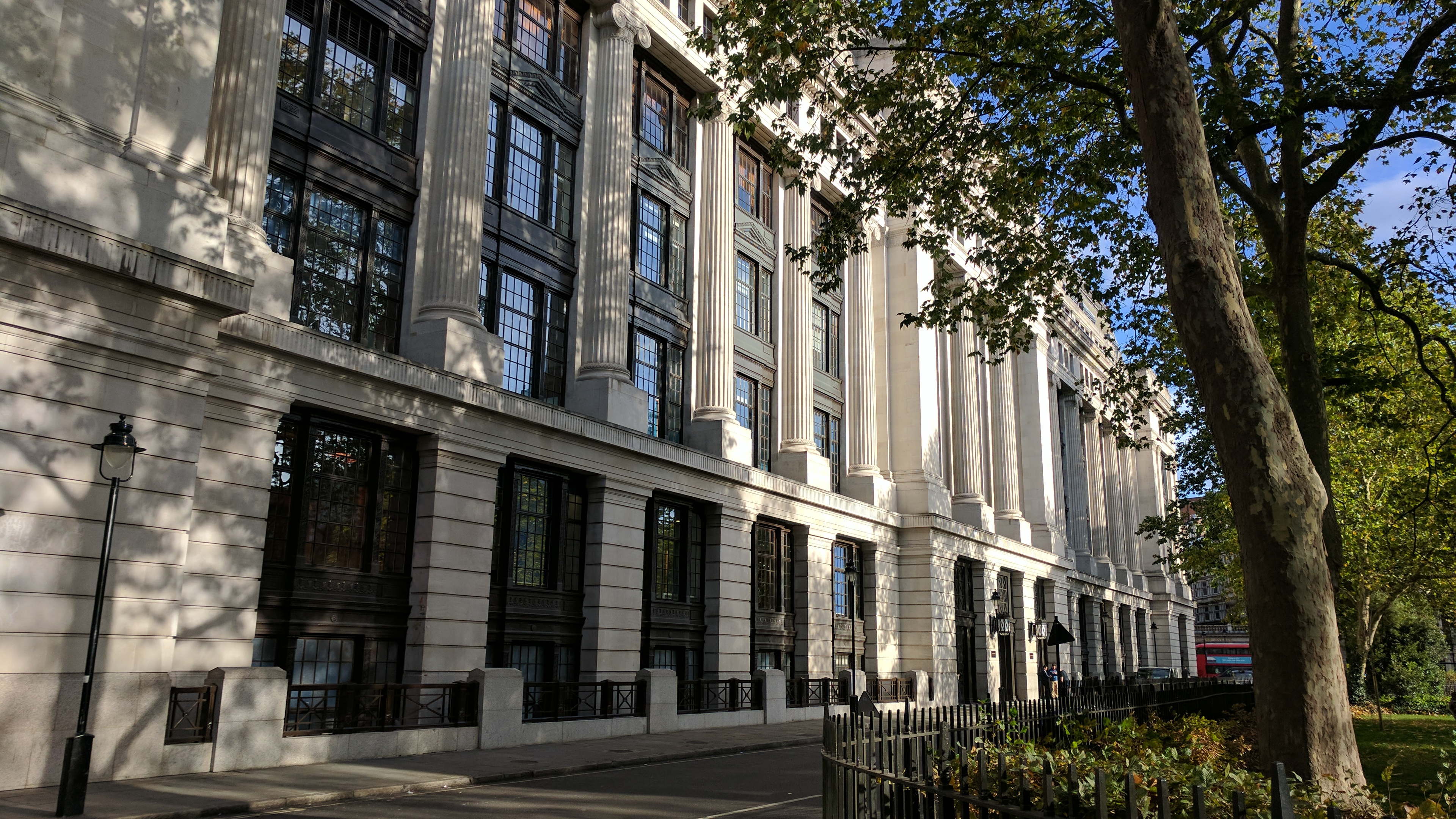
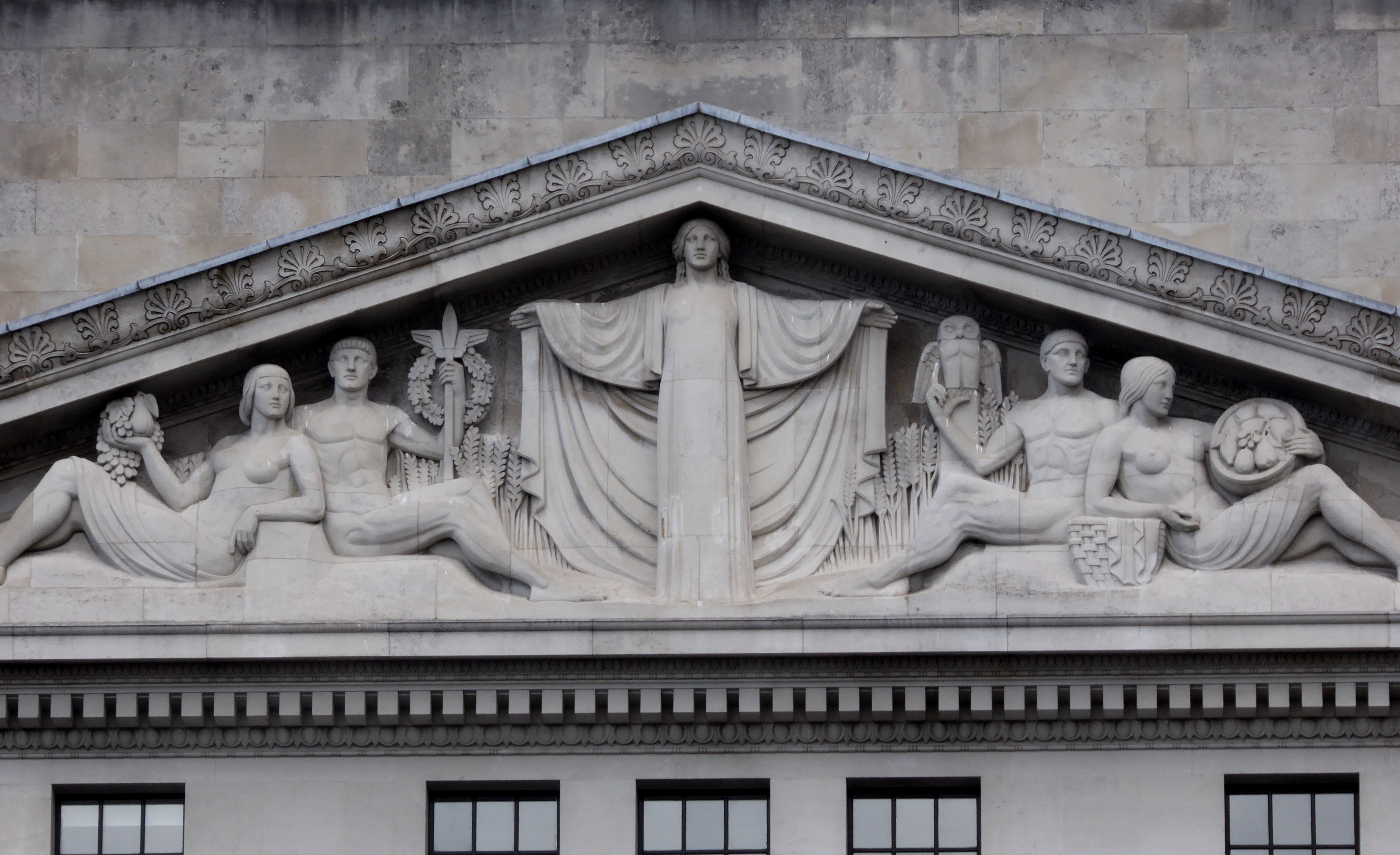
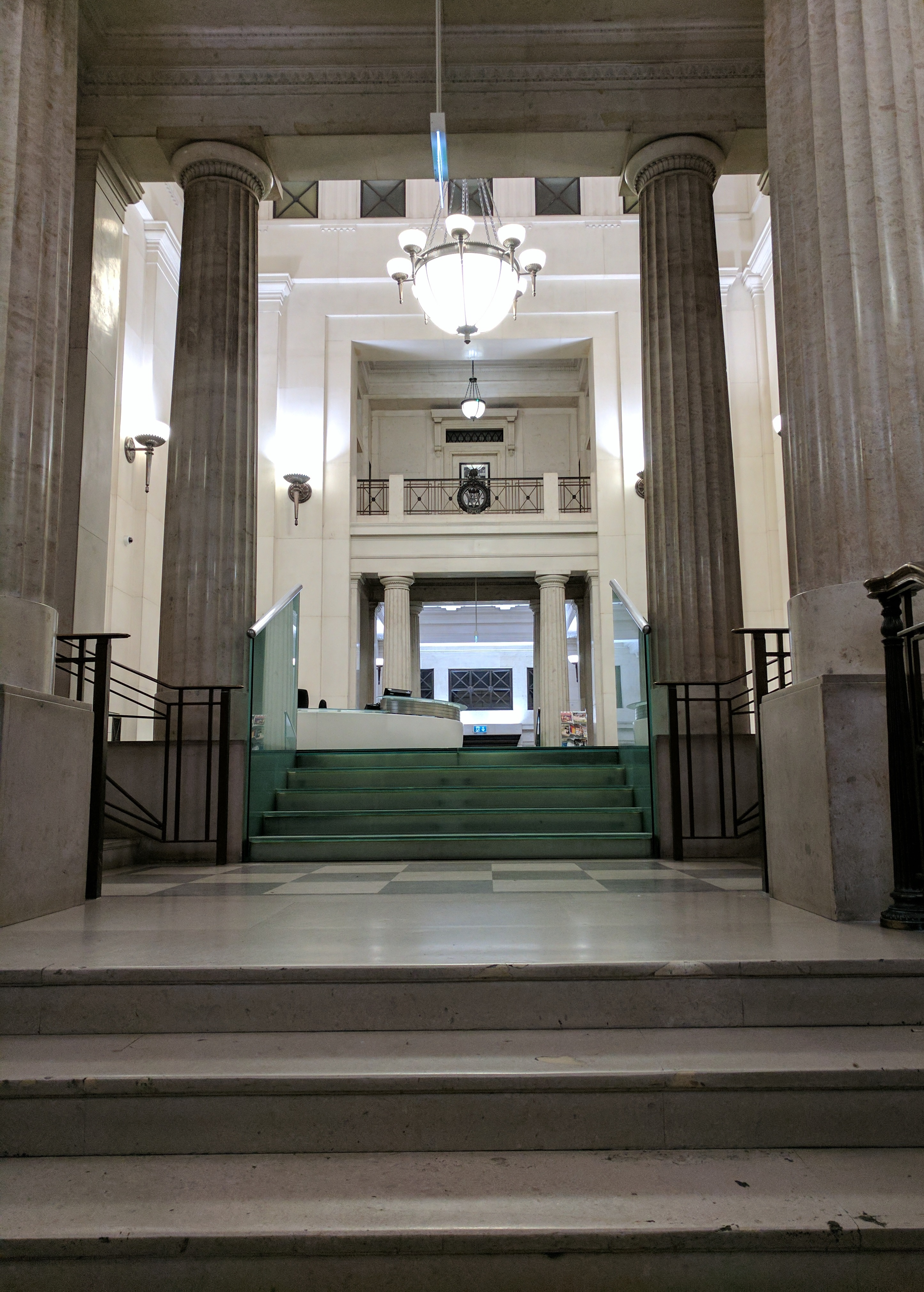
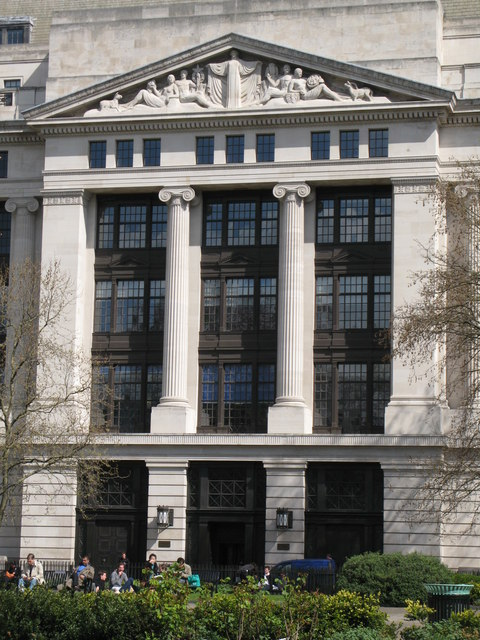